# Тимо Хилдебранд
Тимо Хилдебранд (на немски: Timo Hildebrand) е немски футболен вратар.

## Биографични данни
Тимо Хилдебранд е роден на 5 април 1979 г. във Вормс като втори син на Карин и Гюнтер Хилдебранд. От 1985 до 1989 г. учи в основното училище в предградието Хофхайм на гр. Лампертхайм. На 15 години получава първите оферти от професионални футболни клубове, като например от Кьолн (1. FC Köln), Дармщадт (SV Darmstadt 98) и Манхайм (Waldhof Mannheim).
- От 1995 до 1996 г.: икономическа гимназия в Щутгарт до 11 клас.
- От 1996 до 1998 г.: професионално търговско обучение в Feinkost Böhm
- От 1998 до 1999 г.: военна служба

## Спортна кариера
- От 1984 г. – немски младежки футболен отбор FV Hofheim/Ried
- 1994 г. – дебют в младежкия национален отбор на Германия (U15).
- От юли 1995 г. – младежкия отбор на ФФБ Щутгарт
- Юли 1998 г. – европейски вицешампион за младежи (U18)
- 26 ноември 1999 г. – първи мач в Бундеслигата срещу SC Freiburg (2:0). От този момент основен вратар на отборна на Щутгарт.
- 2003 г. – германски вицешампион с ФФБ Щутгарт.
- 28 април 2004 г. – първи мач с националния отбор на Германия срещу Румъния (A-Länderspiel) във второто полувреме при резултат 0:4. Срещата завършва със загуба (1:5).
- Юни 2004 г. – участва като трети вратар в националния отбор на Германия по време на европейското първенство по футбол в Португалия.
- Юни 2005 г. – трето място за купата на конфедерациите. Вратар в мача срещу Аржентина.
- Юни-юли 2006 г. – става трети с националния отбор на световното първенство в Германия.
- 26 май 2007 г. – немски шампион в Бундеслигата с ФФБ Щутгарт.
- Юли 2007 г. – смяна към ФК Валенсия
- Декември 2008 г. – смяна към Хофенхайм

## Награди
- 2003 г. – награда на публиката „Бамби“ за най-добър подрастващ футболист
- Футболист на месеца (септември и октомври 2003 г., май 2007 г.)